# Cobonne
Cobonne ist eine französische Gemeinde mit 168 Einwohnern (Stand: 1. Januar 2022) im Département Drôme in der Region Auvergne-Rhône-Alpes. Sie gehört zum Kanton Crest im Arrondissement Die. Die Bewohner werden Cobonnois  und Cobonnoises genannt.

## Geografie
Cobonne ist ein Gebirgsdorf im Tal der Drôme, acht Kilometer nordöstlich von Crest. Die Gemeinde grenzt im Nordwesten an Vaunaveys-la-Rochette, im Norden an Gigors-et-Lozeron, im Osten an Suze, im Süden an Aouste-sur-Sye und im Südwesten an Crest.

## Geschichte
Cobonne wurde während des Zweiten Weltkriegs stark beschädigt; die Wiederaufbauarbeiten verliefen bis in die 1970er Jahre.

### Bevölkerungsentwicklung
| Jahr                       | 1962 | 1968 | 1975 | 1982 | 1990 | 1999 | 2005 | 2018 |
| -------------------------- | ---- | ---- | ---- | ---- | ---- | ---- | ---- | ---- |
| Einwohner                  | 124  | 116  | 96   | 117  | 119  | 130  | 156  | 164  |
| Quellen: Cassini und INSEE |      |      |      |      |      |      |      |      |

## Sehenswürdigkeiten

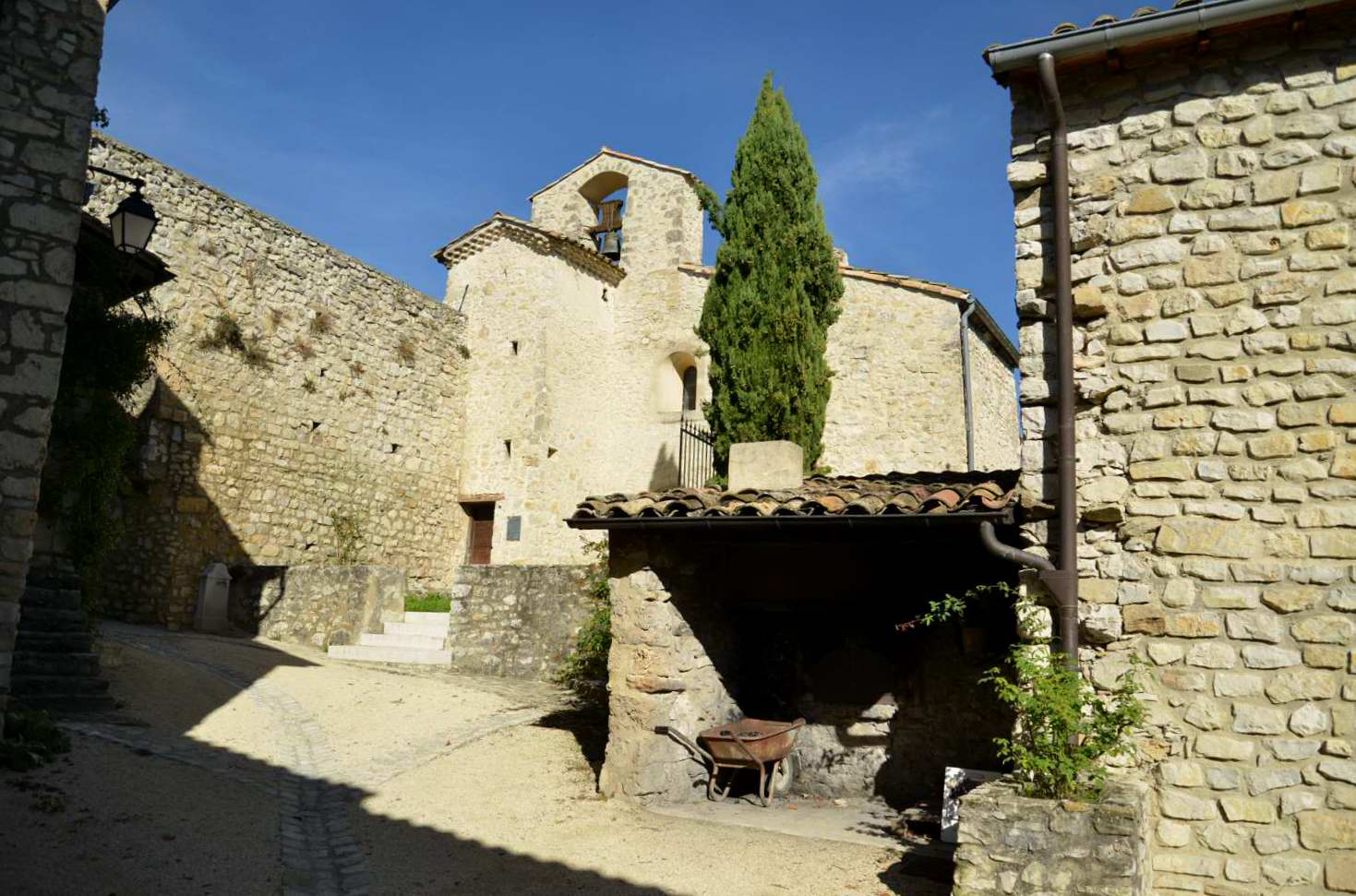
Kirche Saint-Pierre

- Kirche Saint-Pierre mit Ursprüngen aus dem 11. Jahrhundert